# The Warning (groupe)
Pour les articles homonymes, voir The Warning.
The Warning est un groupe de rock mexicain, originaire de Monterrey. Il est formé en 2013 par trois sœurs: Daniela (guitare, chant), Paulina (batterie, chant), et Alejandra Villarreal (basse, chœurs).

## Biographie

### Jeunesse
Les sœurs Villarreal grandissent dans un environnement musical, leurs parents ne sont pas musiciens mais sont passionnés de rock et ils regardent en famille des concerts. Dès leur plus jeune âge elles suivent des stages d'initiation à la musique et toutes les trois reçoivent ensuite une formation au piano. L'acquisition du jeu Rock Band aura une grande influence et va guider les trois jeunes filles vers la création d'un groupe lorsqu'à la suite de cette découverte elles ont l'opportunité de choisir un instrument : Daniela prend la guitare (elle commence par l'acoustique et très vite veut arrêter à cause de la difficulté), Paulina la batterie et plus tard Alejandra optera pour la basse.

### Formation et débuts
Elles forment leur groupe officiellement en 2013 (mais jouent ensemble dans leur établissement scolaire dès décembre 2012), reprenant des chansons célèbres de rock et les publiant sur YouTube.
Paulina est interviewée par Tom Tom Magazine, un an avant le succès de la reprise du morceau Enter Sandman par The Warning à partir de laquelle le groupe reçoit une grande attention après qu'elle soit devenue virale. Le guitariste de Metallica Kirk Hammett, notamment, félicite Paulina pour sa prestation en déclarant que « la batteuse assure grave ! ».

### Indépendance artistique
À la même époque, Paulina écrit déjà des chansons (qu'elle compose généralement au piano) de même que Daniela et Alejandra et en 2015, The Warning récolte assez de fonds sur GoFundMe pour la sortie d'un EP de six morceaux originaux intitulé Escape the Mind. La popularité de la reprise de Enter Sandman les mène à apparaitre dans l'émission The Ellen DeGeneres Show le 24 avril 2015 à la suite de laquelle, grâce aux dons, les trois sœurs suivent un stage d'été de cinq semaines dans le Berklee College of Music de Boston.
The Warning publie son premier album, XXI Century Blood, en 2017. Cette même année, le groupe joue en ouverture pour Def Leppard au Forum Arena Monterrey.
Le groupe sort en novembre 2018 un deuxième album, Queen of the Murder Scene, album-concept enregistré au « SOGA Recordings » à Jiutepec au Mexique. En treize chansons, le disque trace la trajectoire d'une personne sombrant dans la folie.

### Signature chez Lava Records
Le 9 août 2020, le groupe signe en pleine pandémie son premier contrat avec Lava Records, filiale de Republic Records, après sept mois de négociations.
Le 8 octobre 2021, The Warning sort Mayday, un EP six titres prélude à la publication prochaine de son troisième album.
Engagé durant le printemps 2022 dans une tournée en Amérique du Nord, le groupe sort, le 24 juin 2022, son nouvel album, Error, qui comprend le précédent EP, le single Money, ainsi que sept titres inédits.
Après la sortie, le 2 février 2024, du single S!ck qui atteint la 8e place du Billboard Mainstream Rock Airplay en juin, le groupe annonce le 1er mars la sortie de deux nouveaux singles, Hell You Call A Dream et Qué Más Quieres le 8 mars suivant. Ces deux singles annoncent la sortie prochaine d'un nouvel album, Keep Me Fed (en), publié le 28 juin. Automatic Sun sort le 5 avril sur toutes les plateformes du groupe, puis Burnout sort en mai. Au total, six singles sont issus de l'album (avec More fin 2023), sans compter Six Feet Deep dont le clip est également dévoilé le 28[Quand ?].
Au printemps 2024, le groupe entreprend une tournée européenne en tête d'affiche.
Au mois de mars 2025, elles entament une tournée sud-américaine dont 3 dates en tant que première partie du groupe de punk rock The Offspring après avoir fait plusieurs dates dans leur pays natal, le Mexique, avec notamment 3 dates à l'Auditorio Nacional de Mexico et une dans leur ville natale de Monterrey.
Le 20 juin 2025, le groupe se produit au Hellfest sur la Mainstage 1.

## Membres
- Daniela « Dany » Villarreal Vélez - guitare, chant - née le 30 janvier 2000 (25 ans)
- Paulina « Pau » Villarreal Vélez - batterie, chant, chœurs - née le 5 février 2002 (23 ans)
- Alejandra « Ale » Villarreal Vélez - basse, chœurs - née le 13 décembre 2004 (20 ans)

## Discographie

### Singles
- 2015 : Free Falling
- 2019 : Narcisista
- 2022 : Money
- 2023 : More
- 2024 : S!ck, Hell You Call A Dream, Qué Más Quieres, Automatic Sun et Burnout

## Récompenses
2019 : Independent Music Awards, Queen of the Murder Scene nommé dans la catégorie Rock / Hard Rock.
2023 : Modern Drummer's Readers Poll, Paulina gagnante de la catégorie Up and Coming.
2024 : Drumeo Awards, Paulina gagnante de la catégorie Rock Drummer of the Year.